# Magnolia grandiflora
Magnolia grandiflora is een boomsoort uit de tulpenboomfamilie (Magnoliaceae). De soort komt van nature voor in de zuidoostelijke staten van de Verenigde Staten: van de kust van North Carolina naar het zuiden tot centraal Florida en naar het westen tot Oost-Texas. In Zuid-Europa is de boom veel in parken en als laanboom aangeplant.
De groenblijvende boom kan een hoogte van 30 m bereiken en een breedte van 12-15 m. De bladeren zijn groot, donkergroen, lepelvormig, wat leerachtig, tot 20 cm lang en 7 cm breed, meestal met een roestbruin behaarde onderkant. De bloemen zijn wit, zo'n 20-30 cm groot, en verspreiden een sterke, aangename geur. De kegelvormige verzamelvruchten zijn eerst groen, bij rijpheid geelbruin, en bevatten niervormige zaden.

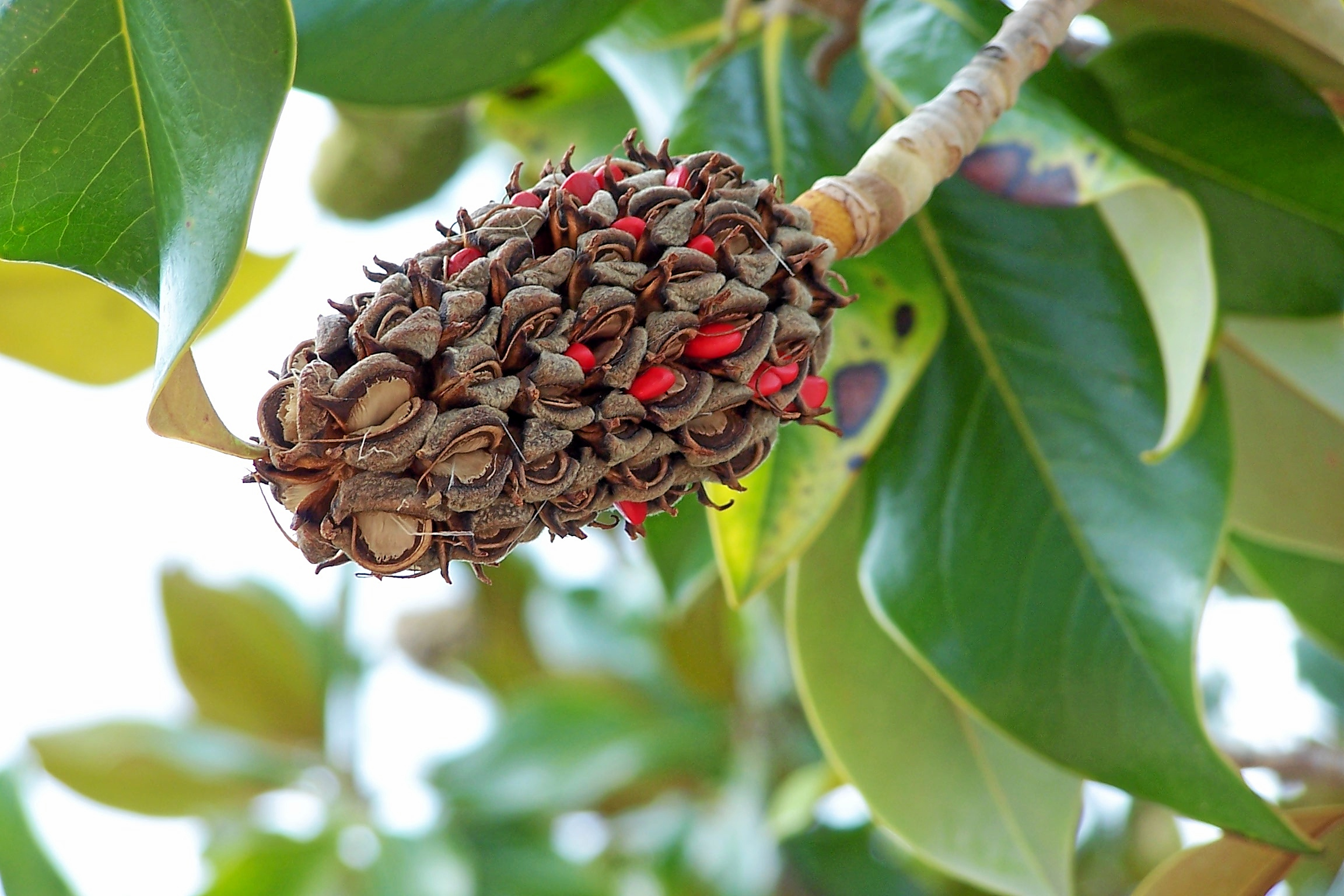
Vrucht

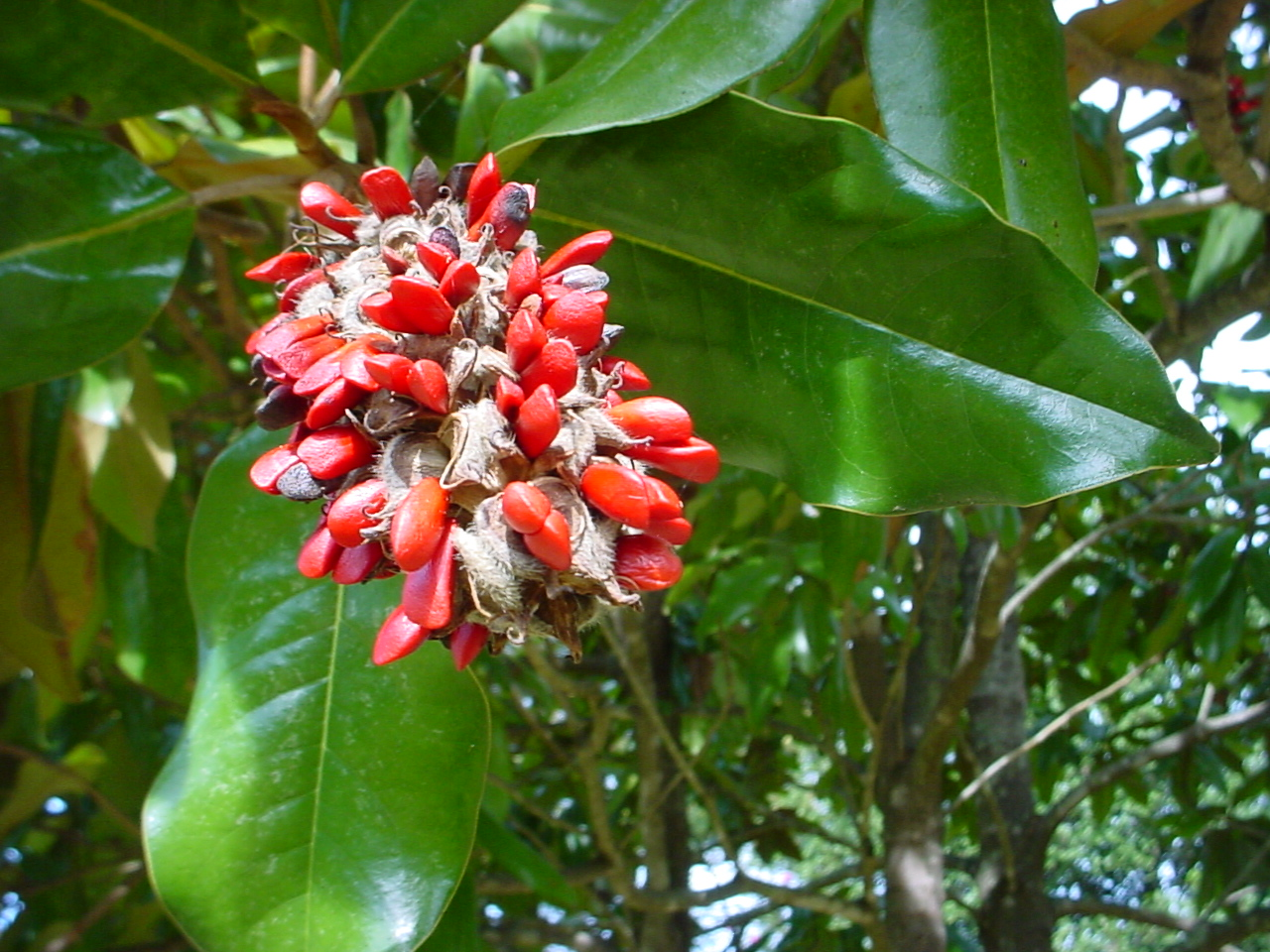
Zaden, bedekt met een rode arillus

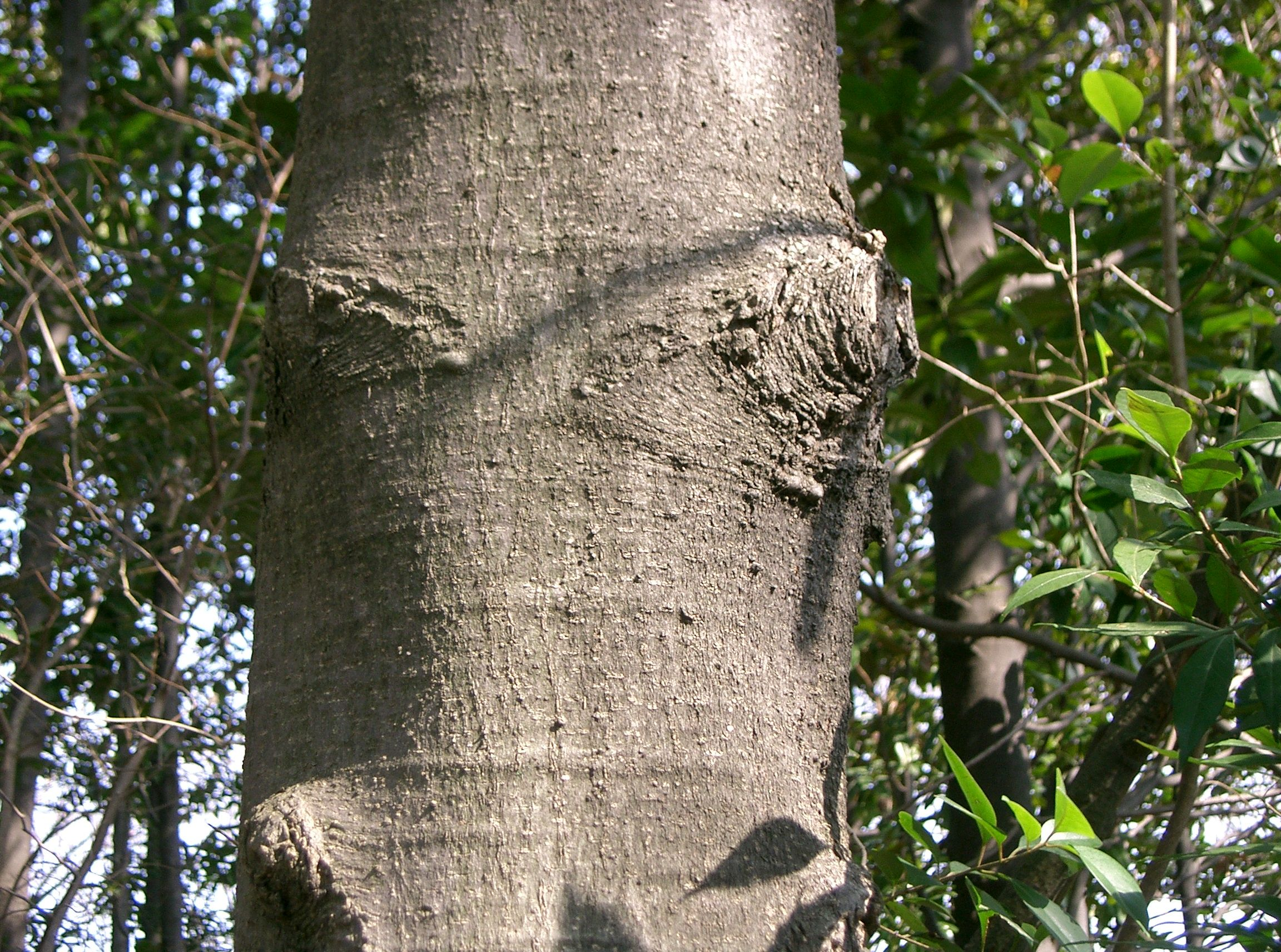
Stam